# Danskere (Johannes V. Jensen)
Danskere er en roman af Johannes V. Jensen.
Den udkom i august eller september 1896 på Det Nordiske Forlag og var forfatterens finlitterære romandebut.
Romanen handler om den jyske studerende Buris Holm, hans mandlige kammerater og hans kvindelige bekendtskaber og følger Holm igennem omkring et år.
Den er inddelt i 11 kapitler der præsenterer handlingen kronologisk.
Første kapitel foregår i og omkring Viborg hvor han går i Viborg latinskoles sjette klasse.
Handlingen flyttes derefter til København med rejse via Hobro og Aarhus.
I kapitel 4 og 5 er han midlertidigt tilbage i Jylland.
Flere digte indgår i romanen.
Nogle synes at være skrevet af forfatter selv, mens andre er kendt andetsteds fra.
Romanen er delvis selvbiografisk og visse fiktive navne kan relateres til virkelighedens personer.
Buris Holm-figuren er modeleret over forfatteren selv.
Buris Holms kammerat Arnesen mener Oluf Friis er et portræt af Anders Hagensen, mens han ikke tvivler på at Grønnegaard figuren er virkelighedens Mandrup Philipsen.
Landsbyen Vadkær kan sammenstilles med forfatterens fødeby Farsø.
Ungdomsforeningen der optræder i Danskere var ifølge Jeppe Aakjær virkelighedens "Ungdomshjemmet" på Værnedamsvej nummer 11.
Johannes V. Jensen havde haft en udgave af romanen færdig i efteråret 1895.
Han forsøgte at sælge den som føljetonroman til dagbladet København men uden held.
Han havde derefter forsøgt sig med forlagsboghandleren Andr. Schou, men heller ikke han ønskede at udgive bogen.
Mere held havde han med Ernst Bojesens Nordisk Forlag, der lige var startet og derfor manglede forfattere.
Johannes V. Jensen tog senere afstand fra romanen og den blev derfor ikke genoptrykt i nye oplag i forfatterens levetid.
I 1933 fortalte han i teksten Hvordan jeg blev Skribent:
| „ | Denne Studenterbog, som den næste følgende, var hutlet ned efter daværende nyeste Mønstre, hvad man kunde kalde Nødtørftsliteraturen, med egne og fingerede Oplevelser uanstændigt rodet sammen, og en skrøbelig Raahed i Tonen, som den Gang gik for Fremskridtlighed, Firserne! Det har senere æklet mig at jeg lod mig forlede til at bruge denne Skoles Form, skønt noget af Hensigten var at sprænge den, jeg har derfor senere strøget disse Forsøg af min Produktion, uden Held, her er et Hul paa mig, det er klart Literaturehistorikerene vil stikke i det. Man kan ikke gøre noget uskrevet, og man tager sin Dom; men man kan hindre den videre Udbredelse af et flovt Begynderarbejde; og det har jeg gjort. Mit egentlige Forfatterskab begynder imidlertid med Himmerlandshistorierne. | “ |

Arvingerne tillod dog genoptryk og Gyldendal udgav 2. udgave i 1972, 3. udgave i 2000 og i 2015 kom en e-bogsudgave.
Bogen var stærkt nedsat ved bogudsalget i 2004.
Jørgen Weel indlæste romanen i 1982 og den 4 timer og 25 minutter lange indlæsning er tilgængelig fra Nota.
Udgivelsen gjorde Johannes V. Jensen i stand til at rejse til New York.
Han var med sin kusine og kæreste Jenny Andersen på rejse fra 29. september til den 14. december i 1896.
Samme år opgav han også medicinstudiet. Han havde være voluntør på Kommunehospitalet i foråret.
To år efter udgivelsen af Danskere i 1898 udgav Johannes V. Jensen romanen Einar Elkær.
Denne roman var i samme genre og forfatteren tog også afstand fra den bog og ønskede den ikke genoptrykt.
Først med med Kongens Fald, der udkom over flere gange i 1900 og 1901, fik Johannes V. Jensen skrevet en roman han ikke senere forbød genoptryk af.